# Весёлый (Маякское сельское поселение)
Весёлый — посёлок в Отрадненском районе Краснодарского края.
Входит в состав Маякского сельского поселения.

## История
Поселение в окрестностях современного посёлка Веселый появилось в 1929 году, когда здесь была создана животноводческой фермы из коров раскулаченных казаков станиц Подгорной и Бесстрашной. В 1932 году был организован совхоз «Подгорный», на территории современного посёлка Веселый расположилось третье отделение совхоза.

## Население
| 2002 | 2010 |
| ---- | ---- |
| 52   | ↗74  |

## Улицы
- ул. Луговая,
- ул. Центральная,
- ул. Школьная.